# Minoru Mochizuki
Minoru Mochizuki (望月 稔 ; 7. travnja 1907. – 30. svibnja 2003.), japanski majstor borilačkih vještina, prvi majstor koji je predstavio aikido na zapadu. Izravni je učenik Moriheija Ueshibe, Gichina Funakoshija i Jigora Kana. Nositelj je 10. Dana u aikidu, 9. Dana džiju-džicu, 8. Dana u iaidu,  8. Dana u džudu, 8. Dana u Okinavskom kobudu, 5. Dana u kendu, 5. Dana u karateu, 5. Dana u đođucu. Osnivač je škole Yoseikan aikido.  

## Životopis
Minoru Mochizuki je rođen u mjestu Shizuoka, u Shizuoka prefekturi, u Japanu 1907. godine. U rodnom je mjestu s pet godina starosti započeo vježbati kendo, u dođou svoga djeda. Godine 1925. Mochizuki je počeo vježbati džudo i pridružio se Kodokanu, gdje je postao izvanredan natjecatelj. Pod nadzorom Jigora Kana, osnivača džuda, kao i uglednog Sanpo Tokua, Mochizuki je postao najmlađi član Kobudo Kenkyukai - organizacije za proučavanje, očuvanje i razvoj klasičnih borilačkih vještina, osnovane u Kodokanu. Godine 1930. Jigoro Kano ga je poslao da prouči Daito-rju Aiki-džiju-džicu kod Moriheija Ueshibe. Bio je godinu dana uči-deši Moriheija Ueshibe u Kobukan dođu, prije nego što je otvorio vlastiti dođo u rodnom mjestu Shizuoka, 1931. godine.
Od Moriheija Ueshibe je u lipnju 1932. godine dobio dvije diplome za Daito-rju (Goshinyo no te i Hiden ogi no koto). Osam godina je proveo u Mongoliji, gdje je bio aktivan edukator i pokretač projekata za poboljšanje razvoja komunikacija i navodnjavanja. Mochizuki je bio prvi koji je predstavio aikido u Europi i to kad je putovao u Francusku od 1951. do 1953. kao instruktor džuda.
Predavao je u Shizuoka dođou, sve do kraja prošlog tisućljeća, a posljednje godine svog života proveo je u Francuskoj sa sinom Hiroom. 
Umro je u Francuskoj, 2003. godine

## Yoseikan aikido
Minoru Mochizuki je bio nosilac visokih zvanja u borilačkim vještinama. Vjerovao je da su se borilačke vještine izobličile specijalizacijom u zasebne discipline, ili su se transformirale u šport. Mochizukijevo postignuće je bilo okupiti glavne tehnike japanskih borilačkih vještina u jedinstvenu strukturu, kao što se to nekada prije prakticiralo. Nadgledao je razvoj svoga sustava iz svog dođoa u Shizuoki u Japanu, gdje su u njegov dođo, Yoseikan, često dolazili da vježbaju mnogi vježbači borilačkih vještina iz cijelog svijeta.

## Vanjske povezice
- Minoru Mochizuki  Arhivirana inačica izvorne stranice od 27. veljače 2020. (Wayback Machine)